# Жибек Жоли (станція метро)
43°15′43″ пн. ш. 76°56′45″ сх. д. / 43.26194° пн. ш. 76.94583° сх. д.
«Жибек Жоли» (каз. Жібек Жолы) — станція Алматинського метрополітену. Відкриття відбулося 1 грудня 2011 року.

## Технічна характеристика
Конструкція станції — пілонна трисклепінна (глибина закладення — 30 м).Складається з трьох залів — центрального і двох бічних, які утворюють загальну острівну платформу шириною 19,8 м, довжиною 104 м. Похилий хід чотиристрічковий, висотою підйому 28,5 м, довжиною 57,0 м.

## Вестибюлі
Входи в дворівневий наземно-підземний вестибюль розташовані на південно-східному розі вулиць Гоголя і Панфілова. Вестибюль вбудований в будівлю інженерного корпусу Алматинського метрополітену.

## Оздоблення
Архітектурно-художнє рішення інтер'єру ґрунтується на традиційних прийомах декоративно-прикладного мистецтва казахського народу. Стіни оздоблені мармуровою мозаїкою бежевого кольору і прикрашені декоративним елементами, виготовленими зі штучного каменю. Арки проходів і плінтус оздоблені мармуром коричневого кольору. Підлога викладена гранітними плитками із зображеним на них національним орнаментом.
На торцевій стіні центрального залу виконано декоративне панно у вигляді двох кіл, що зображує найвідоміші символи країн, через які проходив Великий шовковий шлях: індійський Тадж-Махал, Великий китайський мур, мавзолей Ходжі Ахмеда Ясаві, єгипетські піраміди, римський Колізей, афінський Парфенон, монастир Ед -Дейр в Йорданії. Що примітно, в тому ж ряду зображена піраміда Кукулькана, що знаходиться в Мексиці — на території, що лежить по іншу сторону земної кулі від Великого шовкового шляху. Основним технологічним матеріалом виконання є кераміка у вигляді глазурованої рельєфної основи, покритої ручним розписом у поєднанні зі скульптурними барельєфами.